# 914 Palisana
914 Palisana, asteroid glavnog pojasa. Otkrio ga je Max Wolf, 4. srpnja 1919.

## Vanjske poveznice
- Minor Planet Center